# Piste de la Graisse

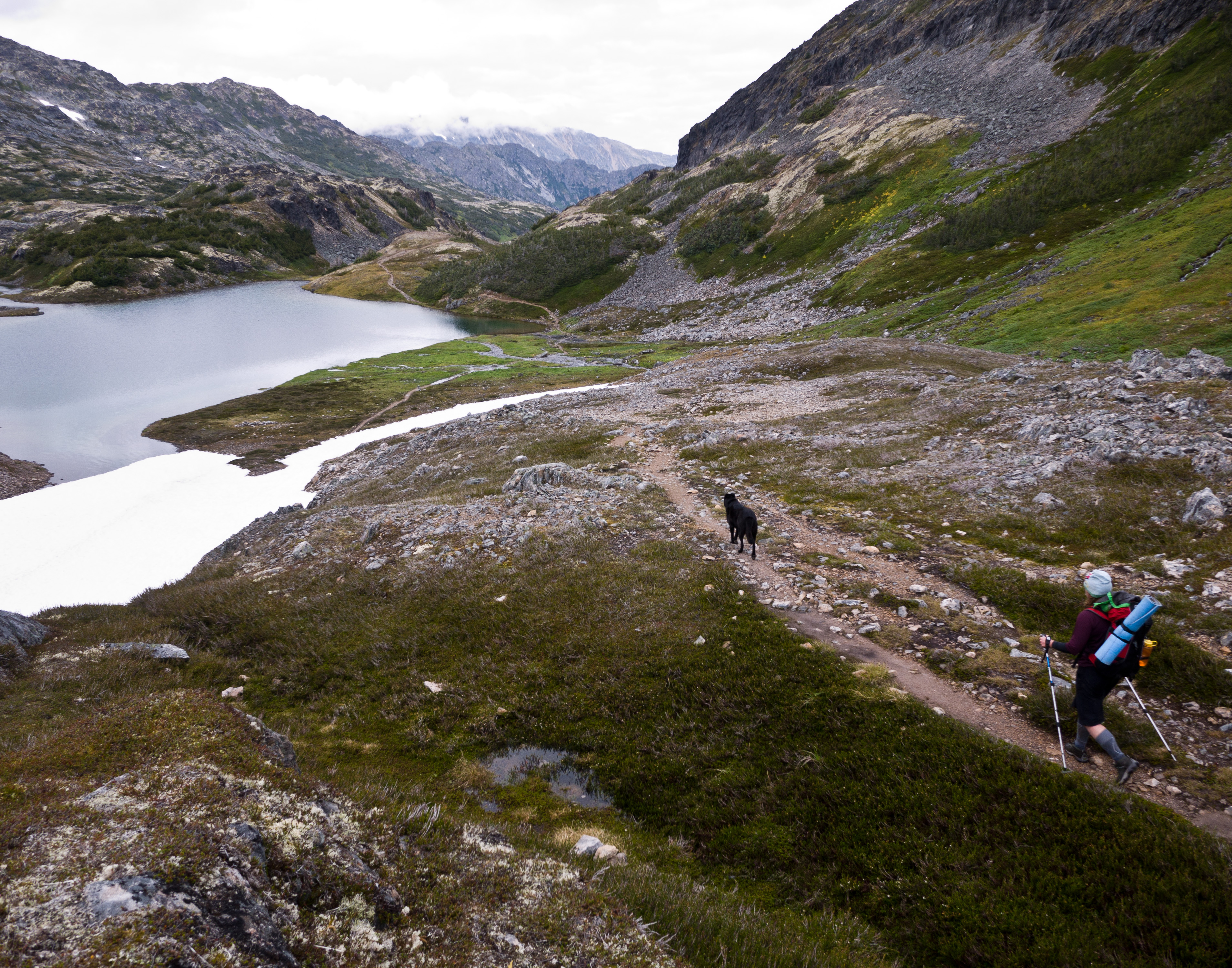
Randonnée sur la piste Chilkoot.

Une piste de la Graisse est une route commerciale terrestre qui fait partie d'un réseau de pistes d'Alaska et de Colombie-Britannique dans l'ouest de l'Amérique du Nord traversant la Chaîne Côtière pour relier la côte à l'intérieur des terres. Utilisées par les Nord-Amérindiens durant des milliers d'années pour le commerce de la graisse du poisson eulakane, puis par les colons notamment lors de la ruée vers l'or, ces pistes sont aujourd'hui des sentiers de grandes randonnées parfois classés comme patrimoine national.

## Usages historiques des Premières Nations
Ces sentiers ont été mis en place durant des milliers d'années par les peuples autochtones d'Amérique du Nord pour le commerce de la graisse du poisson eulakane, également nommé poisson-chandelle, très répandu sur les côtes de cette région, en échange de fourrures, de cuivre, d'obsidienne, de viande séchée de Caribou ou des baies séchées. Les denrées étaient transportées à dos d'homme dans de lourdes caisses maintenues grâce à des cordes en racine de cèdre,.
Ces pistes sont de chemins passant à travers les plateaux, les hautes terres et les montagnes difficiles jusqu'aux terres intérieures de l'Ouest. Fonctionnant selon un système de relais, elles couvraient une zone géographique allant de ce qui est aujourd'hui les Territoires du Yukon au Canada, au sud, jusqu'à ce qui est aujourd'hui le nord de la Californie aux États-Unis, et aussi loin à l'est que le centre du Montana et de l'Alberta.
Les peuples premiers côtiers concernés par ce commerce étaient par exemple les Nuxalks. Quant à ceux de l'intérieur des terres, il s'agissait par exemple des Babines, des Carriers, des Dakelhs et des autres Athabaskans,.

## Quelques pistes de la Graisse célèbres

### Piste de la Graisse du Mackenzie

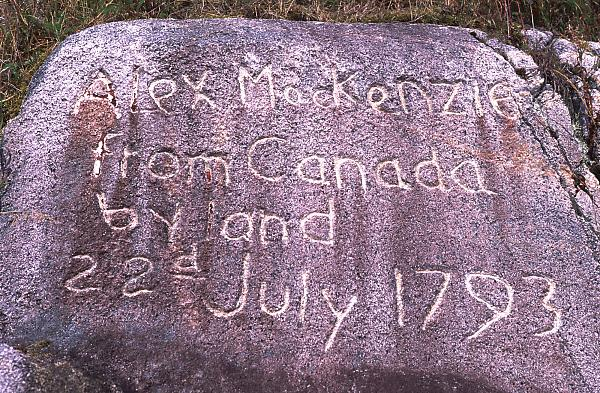
Pierre symbolisant l'arrivée d'Alexander Mackenzie.

La piste de la Graisse du Mackenzie est la dernière étape longue de 350 km, parcourue par Alexander Mackenzie, en 1793, lors de la première traversée continentale connue de l'Amérique du Nord d'Est en Ouest. Elle suit une ancienne piste de la Graisse par voie de terre entre l’embouchure de la rivière Blackwater (fleuve Fraser), près de Quesnel, et la communauté côtière de Bella Coola,.
Datant de 6000 ans avant le présent, ce sentier présente sur son tracé de nombreux sites archéologiques : 120 aux abords immédiats et 26 situés de 1,5 à 3 km de la piste. Les peuples autochtones concernés par cette piste étaient les Nuxalks, les Chilcotins et les Dakelhs,.
En 1982 cette piste est classée et protégée par le gouvernement de la Colombie-Britannique et le gouvernement fédéral canadien sous les noms « Piste du patrimoine Alexander Mackenzie » et « Route Nuxalt-Porteur ». Quelques tronçons ont été transformés en chemins forestiers, chemins pour chariots, chemins forestiers en gravier, sentiers équestres et suivent parfois une autoroute ; mais la majeure partie a conservé son état d'origine. La piste est difficile et se parcourt en autonomie en trois semaines à pied ou une semaine à cheval,.

### Piste Chilkoot
La piste Chilkoot est une piste de la Graisse de 53 km de long permettant de traverser la Chaîne Côtière entre l'Alaska et la Colombie-Britannique. Elle était utilisée par les Tlingits.
Étant un des plus importants passages depuis la côte, pour rejoindre les champs aurifères du Yukon à la fin du XIXe siècle lors de la ruée vers l'or du Klondike, elle est en partie classée au sein des lieux historiques nationaux du Canada et du Parc historique national de la ruée vers l'or du Klondike aux États-Unis.

### Piste Dalton
La piste Dalton est une piste de la Graisse de 396 km de long permettant également de rejoindre le Yukon depuis les côtes de l'Alaska. Elle était également empruntée par les Tlingits qui commerçaient avec les Athabascans. Elle servit aussi de passage aux prospecteurs d'or.

### Piste Cheslatta
La piste Cheslatta (en) (ou Tsetl'adak ts'eti en carrier) est une piste de la Graisse de Colombie-Britannique qui permettait de relier les villages du lac Cheslattala (en) à ceux du lac Fraser. Elle était utilisée par les Dakelh. La construction du barrage Alcan Kenney en 1952 provoque l'inondation de la rivière Cheslatta et du lac Cheslatta, forçant les Cheslatta à quitter leurs villages au bord du lac et noyant une partie de la piste.